# San Francisco (Quezon)
Pour les articles homonymes, voir San Francisco (homonymie).
San Francisco est une municipalité de la province de Quezon, aux Philippines.